# تيريزا ميركل
تيريزا ميركل (بالسويدية: Tess Merkel)‏ هي مغنية سويدية، ولدت في 18 أبريل 1970 في نيشوبينغ في السويد.

## وصلات خارجية
- تيريزا ميركل على موقع IMDb (الإنجليزية)
- تيريزا ميركل على موقع ميوزك برينز (الإنجليزية)
- تيريزا ميركل على موقع أول ميوزيك (الإنجليزية)
- تيريزا ميركل على موقع ديسكوغز (الإنجليزية)